# Tjäkkaure
Tjäkkaure är en sjö i Jokkmokks kommun i Lappland och ingår i Luleälvens huvudavrinningsområde. Sjön har en area på 2 kvadratkilometer och ligger 383 meter över havet. Sjön avvattnas av vattendraget Maivesjåkkå (Pälkasjåkkå).

## Delavrinningsområde
Tjäkkaure ingår i det delavrinningsområde (740419-164615) som SMHI kallar för Utloppet av Tjäkkaure. Medelhöjden är 406 meter över havet och ytan är 12,44 kvadratkilometer. Räknas de 4 avrinningsområdena uppströms in blir den ackumulerade arean 41,03 kvadratkilometer. Maivesjåkkå (Pälkasjåkkå) som avvattnar avrinningsområdet har biflödesordning 3, vilket innebär att vattnet flödar genom totalt 3 vattendrag innan det når havet efter 261 kilometer. Avrinningsområdet består mestadels av skog (75 procent). Avrinningsområdet har 2 kvadratkilometer vattenytor vilket ger det en sjöprocent på 16,1 procent.